# Софі Боландер
Софі Крістіна Матільда Боландер (28 січня 1807 , Göteborg Cityd, Гетеборг і Богус  — 2 червня 1869 , Göteborg Cityd, Гетеборг і Богус ) — шведська письменниця, найбільше відома активною участю в сучасних їй дебатах з феміністичних питань.

## Життєпис
Софі Боландер народилася 1807 року в Гетеборзі у родині багатого власника фабрики Густава Еріка Боландера (пом. 1826) та Йоганни Крістіни Карлстрьом. Вона рано втратила матір, а після смерті батька жила з братом. Працювала гувернанткою в господарстві графа Поссе в 1838—1844 роках і вчителькою музики в Kjellbergska flickskolan у 1845—1855 роках. Софі ніколи не одружувалася. 

### Творча кар'єра
Антиаристократичний роман Софі Боландер Trolldomstecknet (Чарівний знак) вважається одним із перших тенденційних романів у Швеції. Протягом 1850-х років багато з романів письменниці були опубліковані як серійні видання в таких газетах, як Göteborgs Handels-och Sjöfartstidning, Postoch Inrikes Tidningar і Aftonbladet. Її романи були любовними оповіданнями, сюжет яких розвивався в історичній обстановці.
Боландер найбільше відома своєю участю в сучасних їй дебатах про права жінок. У творах на перший план виходить шлюб та материнство як єдині справжні цілі жінки. Вона підтримала Фредрику Бремер у її критиці неповної освіти для дівчат і її вимогу замінити її ґрунтовним навчанням, однаковим за рівнем з хлопчиками. Однак, на відміну від Бремер та інших реформістів, Боландер не підтримувала ідею про те, що жінкам слід дати серйозну освіту, щоб підготувати їх до емансипованого життя як незалежних професіоналок, а скоріше, їм слід надати серйозну академічну освіту, оскільки це б зробило з них кращих дружин та матерів. Фредрика Бремер зауважила з цього приводу, що Софі Боландер була готова зрозуміти її лише наполовину. Проте Боландер у цьому відношенні підтримувала спільну точку зору сучасних поміркованих реформістів.
Роман Софі Боландер Qvinnan med förmyndare («Жінка з опікуном») був консервативною відповіддю на роман Qvinnan utan förmyndare («Жінка без опікуна») Амелі фон Штрусенфельт, який був частиною сучасних дебатів про становище дорослих неодружених жінок, які натоді легально мусили перебувати під контролем та опікою свого найближчого родича чоловічої статі (ковертюра).

## Вибрані твори
- «Tante Agnetas aftonberättelser» (1840)
- «Qvinnan med förmyndare» (1842)
- «Modern i hemmet» (1844)
- «Trolldomstecknet» (1845)